# Gotti (singolo)
Gotti è un singolo del rapper statunitense 6ix9ine, pubblicato il 21 aprile 2018 come quarto estratto del mixtape Day69. Non abbastanza rispetto hai precedenti lavori 

## Tracce
1. Gotti – 4:27

## Classifiche
| Classifica (2018) | Posizione massima |
| ----------------- | ----------------- |
| Stati Uniti       | 99                |
| Regno Unito       | 95                |